# ムルスラプトル
ムルスラプトル（学名：Murusraptor）は、アルゼンチンのパタゴニアに分布するネウケン層群の一部であるSierra Barrosa Formation (en) から化石が産出した、メガラプトル類に属する獣脚類の恐竜の属。部分的な頭蓋骨・肋骨・部分的な骨盤・後肢・および分類された他の骨格要素からなる単一の標本が知られている。

## 形態

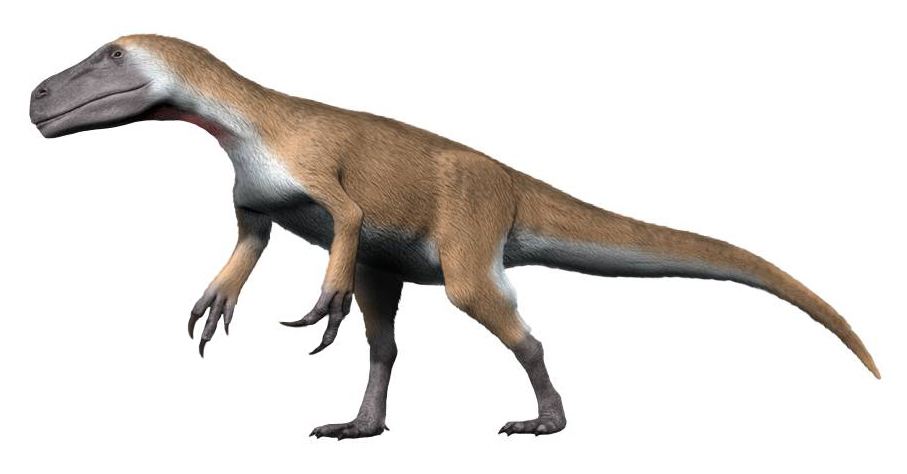
復元

ムルスラプトルのホロタイプは全長6.4メートルと推定されているが、脳頭蓋の縫合性が消失していないことから未成熟個体の標本であると考えられており、より大型になりえたことが示唆されている。骨格の分析から、特に頭蓋骨や臀部においてメガラプトル類の未確認であった解剖学的特徴が明らかにされている。頭蓋骨の後側の分析からムルスラプトルは近縁なメガラプトルと類似する可能性が示唆されており、長く狭い吻部を持つ可能性が高い。仙肋は空洞である。
Coria & Currie はムルスラプトルの区別可能な特徴を複数設立した。涙骨のfront branchはdescending branch より長い。下顎において、上角骨の前側の開口部と歯骨の後側のbranchが入り込む切痕との間で溝が走り、その下で上角骨はその外側でbone shelfを示して関節に寄与する。仙肋は空洞でチューブ状をなす。坐骨は短く、横方向に平坦化し、垂直方向に僅かに幅広である。後者2つの特徴は明確な固有派生形質であり、獣脚類全体でも特異的な形質である。

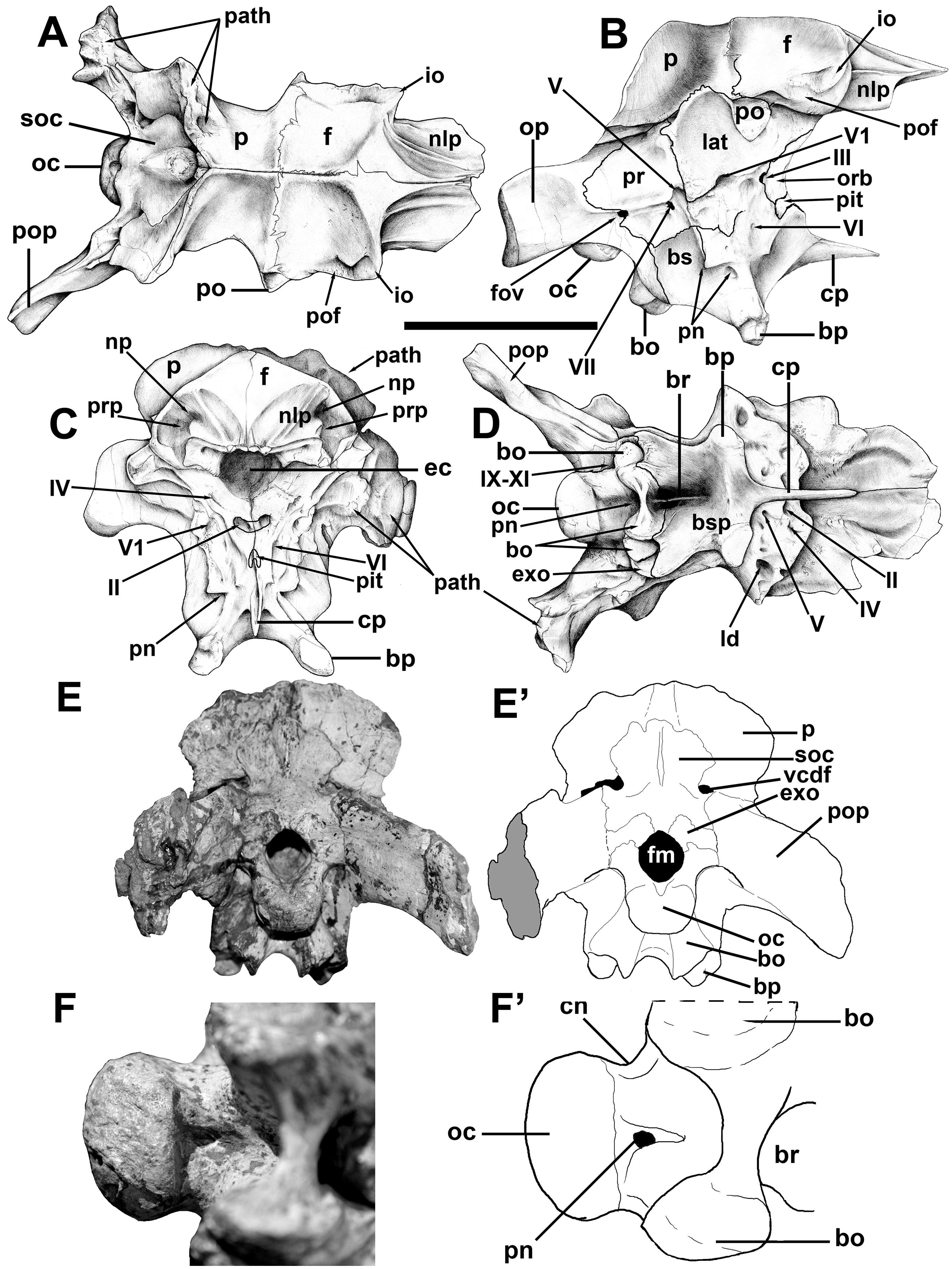
脳頭蓋の写真とイラスト。左半分が変形していることがEから見て取れる。

さらに、特徴自体は特異的ではないものの、その組み合わせが特異的なものもある。脳頭蓋において、processus basipterygoidei は基蝶形骨の前下側に位置し、recessus basisphenoideus の深い窪みの入り口は明らかに上側と後側に向く。基蝶形骨は浅く幅広な切痕を tubera basilaria と processus basipterygoidei の間に示す。血道弓は直線状である。
ムルスラプトルの脳頭蓋はアロサウルス科やケラトサウルス科といった非コエルロサウルス類の獣脚類よりも非マニラプトル類型コエルロサウルス類との類似性を示しており、特にティラノサウルス科と類似する。ただし、脳化指数はアロサウルスやギガノトサウルスおよびシンラプトルといったアロサウルス上科の範囲に収まっており、感覚神経の能力はティラノサウルス科のものを下回る可能性が高いと見られる。

## 発見と命名

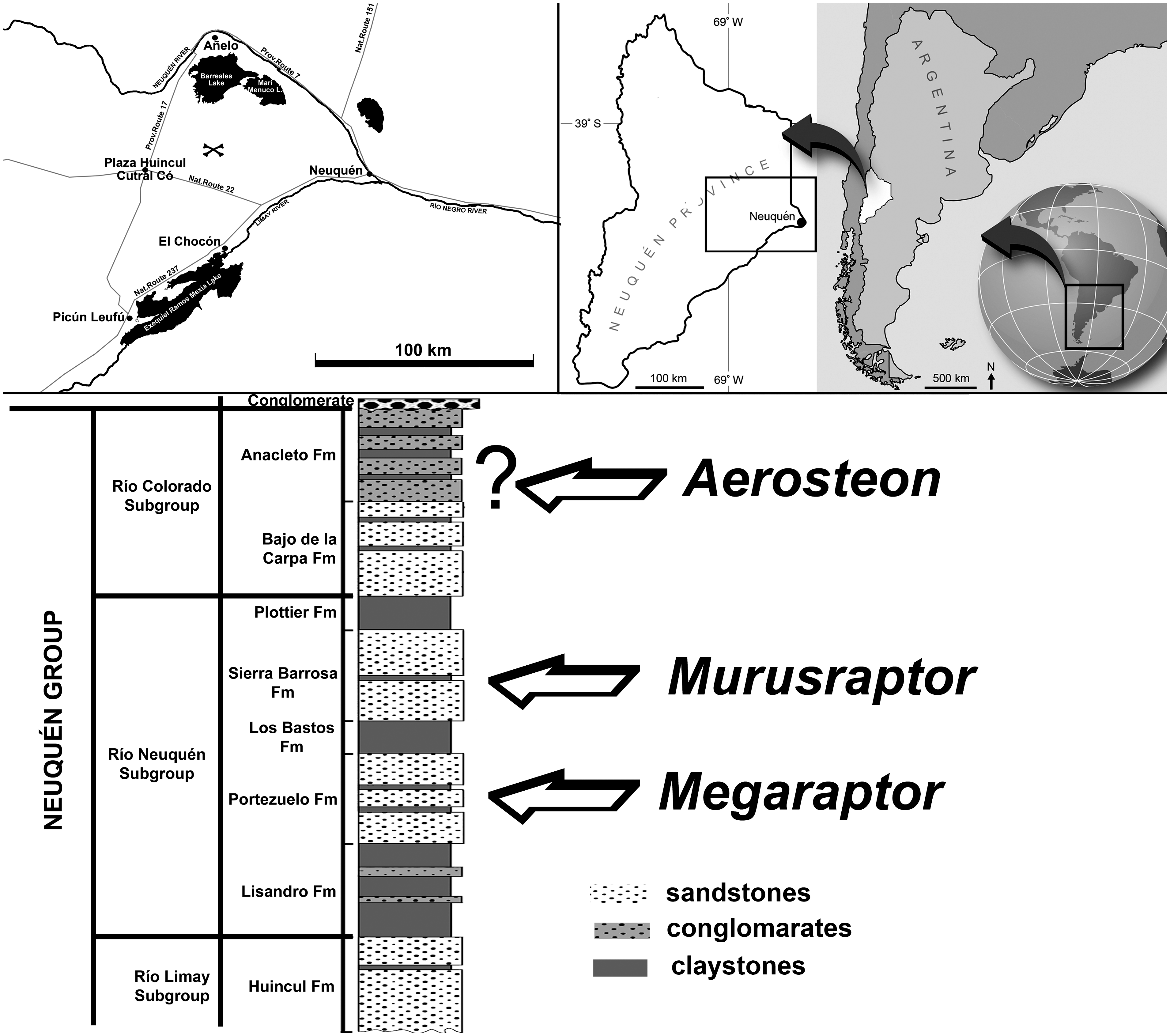
ホロタイプ標本が発見された産地

2001年、Museo Carmen Funes  (en) のプレパレーターであるSergio Saldiviaは、ネウケン州のPlaza Huincul  (en) の北東部から30キロメートルの渓谷の岩壁から獣脚類の骨格を発見した。骨格は同年から2002年にかけて収集された。
2016年、Rodolfo Anibal Coria とフィリップ・J・カリーはタイプ種 Murusraptor barrosaensis を記載・命名した。属名はラテン語で「壁」を意味し渓谷の岩壁に言及した murus、および「泥棒」を意味する raptor に由来する。種小名は Sierra Barrosa Formation から産出したことに由来する。
ホロタイプ標本 MCF-PVPH-411 はコニアシアン階にあたる Sierra Barrosa Formation の層から発見された。標本は頭蓋骨を伴う未成熟個体の部分的な骨格からなる。タイプ標本に含まれる骨格要素には、前頭骨と頭頂骨を伴う完全な脳頭蓋・右涙骨・前前頭骨・後眼窩骨・方形骨・翼状骨・上翼状骨・外翼状骨・31本の歯・右下顎の後側要素・胴椎から尾椎にかけての12本の椎骨・11本の胸肋骨・1個の血管弓あるいは血道弓・複数の腹肋・前肢の第III末節骨・完全な左腸骨・一部の右腸骨・両恥骨の近位端・坐骨の遠位端・右脛骨・単一の踵骨がある。

## 分類

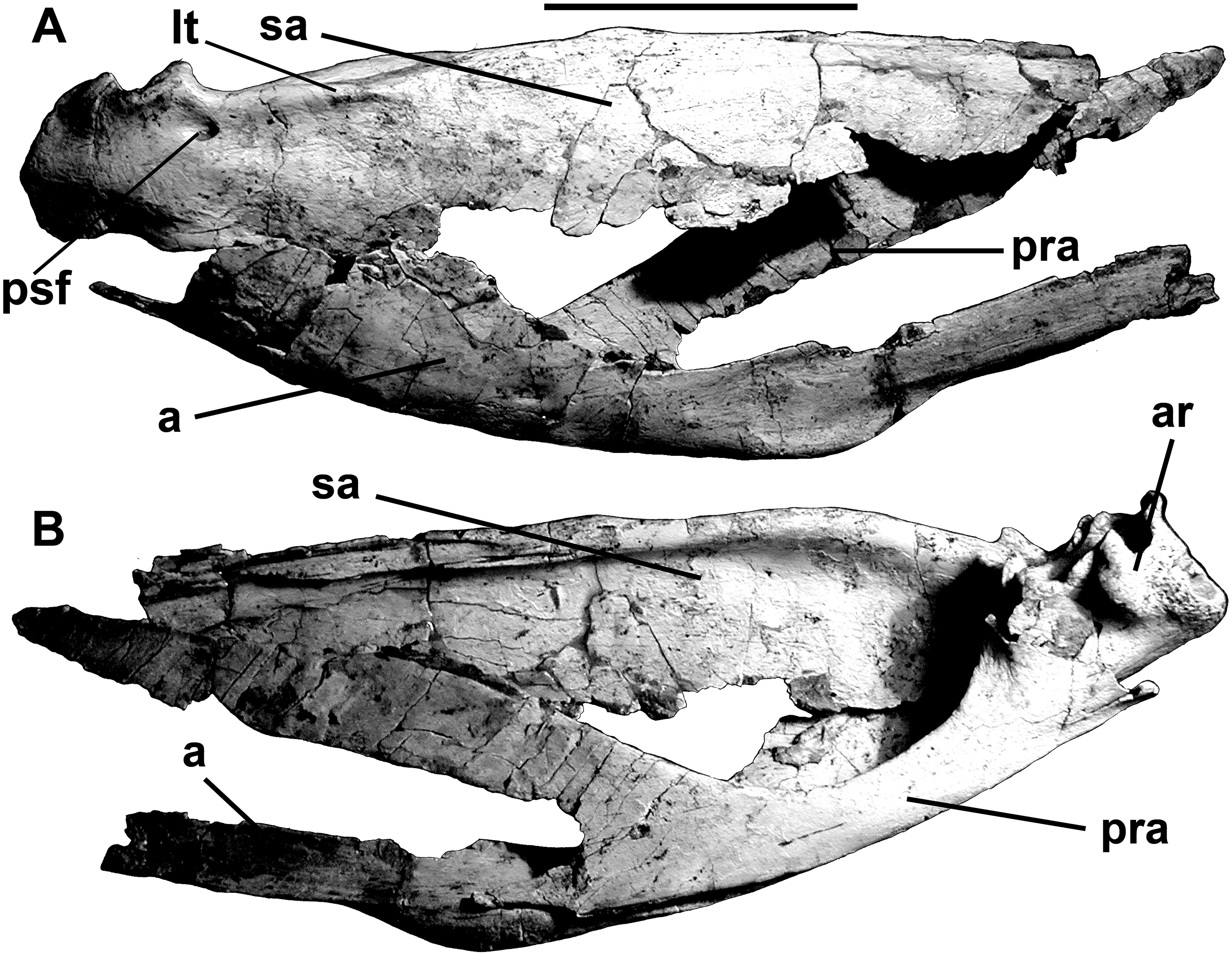
下顎の後部

ムルスラプトルはメガラプトル類に属するが、メガラプトル類は正確な分類に関して議論が続いている。かつてドロマエオサウルス科と考えられた彼らは、その痕アロサウルス上科のカルノサウルス類あるいはティラノサウルス上科のコエルロサウルス類に分類された。ムルスラプトルの発見によってこの獣脚類グループの位置付けが明確になるわけではないが、この標本によってメガラプトル類の複数の解剖学側面が明らかになり、最終的に獣脚類の進化におけるメガラプトル類の分類も明らかになる可能性がある。

## 古生物学

### 病理
ムルスラプトルのタイプ標本は複数の病変が脳頭蓋の左サイドの周辺に見られている。頭蓋骨の項部のクレストの直下と正面に見られる歯の2つの痕跡は他の獣脚類に起因する可能性が高い。この病変のため、後頭部の左側全体は変形している。複数の肋骨も病変を示しており、これが当該個体の死に寄与したか否かは不明である。